# Conepatus mesoleucus telmalestes
O Conepatus mesoleucus telmalestes é uma subespécie extinta de carnívoro americano.
Embora outras espécies de gambás americanos estejam fora de preocupação, esta subespécie foi declarada extinta pela IUCN.